# Olympische Jugend-Sommerspiele 2010/Teilnehmer (Katar)
| Gelbes Symbol für Goldmedaillen mit stilisierten Olympischen Ringen | Graues Symbol für Silbermedaillen mit stilisierten Olympischen Ringen | Braundes Symbol für Bronzemedaillen mit stilisierten Olympischen Ringen |
| ------------------------------------------------------------------- | --------------------------------------------------------------------- | ----------------------------------------------------------------------- |
| —                                                                   | 1                                                                     | —                                                                       |

Die Jugend-Olympiamannschaft aus Katar für die I. Olympischen Jugend-Sommerspiele vom 14. bis 26. August 2010 in Singapur bestand aus sechs Athleten.

## Medaillengewinner
Mit einer gewonnenen Silbermedaille belegte das Team Katars Platz 75 im Medaillenspiegel.

### Silber
- Hamza Driouch, Leichtathletik: 1000 Meter

## Athleten nach Sportarten

### Leichtathletik
Jungen
- Hamza Driouch
1000 m: Silber

### Reiten
- Abdurahman al-Marri
Springen Einzel: 5. Platz
Springen Mannschaft: 4. Platz (im Team Asien)

### Schießen
Mädchen
- Bahya al-Hamad
Luftgewehr 10 m: 15. Platz

### Schwimmen
Jungen
- Abdulrahman al-Awlan
50 m Freistil: 35. Platz
100 m Freistil: 46. Platz

### Turnen

#### Gymnastik
| Mädchen - Shaden Wohdan Einzelmehrkampf: 33. Platz | Jungen - Ahmed al-Dayani Einzelmehrkampf: 35. Platz |